# Masafumi Kimura
Masafumi Kimura (jap. 木村 雅史 Kimura Masafumi; ur. 3 marca 1977 w Prefekturze Aomori) – japoński seiyū i aktor dubbingowy, związany z agencją Production Baobab.

## Wybrane role głosowe
- Bleach –
  - Tenken,
  - Seizo Harugasaki
- D.Gray-man – Charles
- Detektyw Conan –
  - Detektyw,
  - Mamehara,
  - sędzia,
  - asystent sklepowy,
  - sędzia B,
  - Detektyw Yamade,
  - towarzysz Nezumi
- Digimon Adventure – Whamon
- Digimon Adventure 02 –
  - Pan Ichijouji,
  - Whamon,
  - Meramon
- Digimon Data Squad – Jyureimon
- Digimon Tamers –
  - Vikaralamon,
  - Jijimon
- Fairy Tail –
  - Crux,
  - Shitou Yajima,
  - Orga Nanagear,
  - Crawford Seam
- Fresh Pretty Cure! – Tadashi Yamabuki
- InuYasha – Nezumi Zushi
- Kamikaze kaitō Jeanne – Detektyw Haruta
- Maho Girls Pretty Cure! – Gustav
- Naruto: Shippūden –
  - Tenzen Daikoku,
  - Kitsuchi,
  - Iwakyo
- One Piece –
  - Gotti,
  - Charlotte Oven
- Samurai 7 – Gonzo
- Shin-chan – pracownik stacji benzynowej
- Soul Eater – Sid Barrett
- Toaru majutsu no Index – papież
- Transformerzy: Cybertron –
  - Megalo Convoy,
  - Dino Snout,
  - Road Storm
- Zapiski detektywa Kindaichi –
  - Detektyw Shōno,
  - student